# Ragnhild Sælthun Fjørtoft
Ragnhild Sælthun Fjørtoft, född 9 juni 1947, är en norsk programpresentatör för TV-kanalen NRK1.
Hon kommer från Seltun i Lærdal i Sogn og Fjordane. 
2002 gav Fjørtoft ut boken Under bergfall på Det Norske Samlaget. Det är en samling av hennes favoritdikter.